# 李震成
李震成，字霖九，號蘧菴，直隸滄州人。明末清初政治人物。明朝最後一位順天鄉試解元。

## 生平
崇禎十五年（1642年）壬午科順天鄉試第一名舉人，次年聯捷癸未科進士。明亡後仕清，順治二年（1645年）任山西聞喜縣知縣。擢刑部主事，升本部员外郎，三年七月，主山东乡试；九月，任河南按察使司佥事，提调学政。七年四月，官至陝西兵備參議，分守关西道。旋谪汉中府通判。以艰归，遂不出。携家卜居苏门山，从容城孙奇逢研究理学。暮年还里，卒年八十三。

## 家族
曾祖李汝沽。祖父李大儒。父李文登。